# العمر الضائع
العمر الضائع (الإنجليزية:Itna Karo Na Mujhe Pyaar)؛ هو مسلسل درامي رومنسي هندي عرض لأول مرة في الهند في 18 نوفمبر 2014 على قناة سوني إنترتينمنت الهندية المسلسل يتكون 208 حلقة، انتهى المسلسل في 17 نوفمبر 2015. 
تدور أحداث المسلسل عن الزوجين السابقين (نيل) و(راجيني) وهمأ قد تطلقا قبل 15 سنة لكن سوف يجتمعون مجدداً بسبب اولادهم.